# Lucile Grétry
Lucile-Angélique-Dorothée-Louise Grétry (París, 15 de juliol de 1772 - idem. març de 1790) fou una compositora francesa.
La segona filla del famós compositor André Grétry i la pintora Jeanne-Marie Grandon, Lucile va ser ensenyada pel seu pare, qui la va presentar a la cort de Versalles, on va conèixer a Maria Antonieta. Lucile Grétry va escriure dues opéras comiques per al teatre Comédie-Italienne. La primera, Le mariage d'Antonio (1786), le va escriure quan tenia catorze anys. Era una seqüela del treball més famós del seu pare, Richard Coeur-de-lion (1786), i va funcionar per 47 representacions. El seu pare la va ajudar amb la puntuació orquestral. Va ser seguida per Toinette et Louisen 1787, que va ser un fracàs. El matrimoni de Lucile Grétry va ser infeliç. La seva prometedora carrera es va veure truncada per la seva mort per tuberculosi a l'edat de disset anys.

## Òperes
- Le mariage d'Antonio (comèdia barrejada amb Ariettes, estrenada el 29 de juliol de 1786, llibret d'Alexandre-Louis Robineau, sota el pseudònim de "Madame de Beaunoir")
- Toinette et Louisen (entreteniment mixt d'Ariettes, estrenada i única actuació el 22 de març de 1787, llibret de Patrat, partitura i llibret ara perdut).